# ウィリアム・クローシャー
ウィリアム・クローシャー（William Clothier, 1881年9月27日 - 1962年9月4日）は、アメリカ・ペンシルベニア州フィラデルフィア出身の男子テニス選手。フルネームは William Jackson Clothier （ウィリアム・ジャクソン・クローシャー）という。「ビル・クローシャー」（Bill Clothier）とも呼ばれる。ハーバード大学卒業。1906年の全米選手権（現在の全米オープンテニス）男子シングルス優勝者である。同選手権では1904年と1909年に男子シングルス準優勝、1912年に混合ダブルス準優勝があり、20世紀初頭のアメリカ男子テニス界を代表する選手の1人として活動した。右利きの選手で、素速いネット・ダッシュを最も得意にした。

## 来歴
- 注：彼の姓“Clothier”は英単語の「服屋」と同じであるが、有声歯摩擦音である“th”が判別しづらい。彼と同姓同名の映画監督 William H. Clothier は  日本語では「クローシア」「クローシャー」の表記揺れが多く見られるが、「クロージャー」の読みはほとんどヒットしない。テニス選手の日本語読み紹介サイトでは「ビル・クロージャー」と書いたものが2つある。

クローシャーは1896年から全米選手権に出場し始め、7年後の1903年に初めて男子シングルスの「チャレンジ・ラウンド」（挑戦者決定戦）に進出した。初期の全米選手権は、「チャレンジ・ラウンド」（挑戦者決定戦）から「オールカマーズ・ファイナル」（大会前年優勝者とチャレンジ・ラウンド勝者で優勝を争う）への流れで優勝者を決定した。初めてのチャレンジ・ラウンド決勝で、クローシャーはイギリスの強豪選手ローレンス・ドハティー（兄弟テニス選手の弟）に 3-6, 2-6, 3-6 で敗れ、大会前年度優勝者ウィリアム・ラーンドへの挑戦権を逃した。L・ドハティーが翌1904年の大会に遠征しなかったことから、1904年全米選手権の男子シングルスでは「オールカマーズ・ファイナル」がなくなり、チャレンジ・ラウンド決勝結果で優勝者を決めた。この競技方式の場合、自動的に決勝に進出できる前年度優勝者が出場しなかった場合は、チャレンジ・ラウンド決勝の結果を優勝記録表に記載する。クローシャーは2年連続2度目のチャレンジ・ラウンド決勝でホルコム・ウォードに 8-10, 4-6, 7-9 で敗れ、ここで準優勝者になった。
1905年、クローシャーは初めてウィンブルドン選手権に遠征した。男子シングルスでは、4回戦でアンソニー・ワイルディング（ニュージーランド）に 7-5, 6-1, 6-8, 5-7, 8-10 の逆転負けを喫した。第1・第2セットを先取したクローシャーが、第3セット・第8ゲームで2本のマッチ・ポイントを握ったが（ゲームカウント 5-2, ポイント：40-15 だった）ここからワイルディングに逆転された。この大会には4人のアメリカ人選手が出場し、クローシャーはウィリアム・ラーンドとダブルスを組み、もう1組はホルコム・ウォードとビールズ・ライトのペアであった。2組とも男子ダブルス準決勝で敗れ、クローシャーとラーンドはオーストラリアペアのノーマン・ブルックス＆アルフレッド・ダンロップ組に 4-6, 0-6, 6-2, 1-6 で敗退した。彼のウィンブルドン出場は、この1度だけである。この年は男子テニス国別対抗戦・デビスカップのアメリカ代表選手にも初起用され、デ杯初出場だったフランス・チームの代表選手、マックス・デキュジスとモーリス・ジェルモーの2名に勝利を得た。
1906年全米選手権で、ウィリアム・クローシャーはついに男子シングルスの栄冠を獲得した。2年ぶり3度目のチャレンジ・ラウンド決勝を制し、初めてオールカマーズ・ファイナルの出場権を得る。その過程では、準々決勝のフレッド・アレクサンダー戦が厳しい試合展開になり、最終第5セット・第8ゲームでアレクサンダーに3本のマッチ・ポイント（このポイントを取れば勝負が決まる）を握られて、そこからの逆転勝利を収めた。これで自信を得たクローシャーは、準決勝でジェッド・ジョーンズ、決勝でカール・ベア（1885年 - 1949年）にストレート勝ちを収めると、初進出のオールカマーズ・ファイナルでも、大会前年度優勝者ビールズ・ライトを 6-3, 6-0, 6-4 で圧倒した。本人もこの優勝について「あれ以上のプレーはできなかった」と話していたという。しかし、1907年全米選手権には大会前年度優勝者として出場しなかった。
優勝から3年後の1909年、クローシャーはチャレンジ・ラウンド決勝でモーリス・マクローリンに勝ち、3年ぶり2度目のオールカマーズ・ファイナルに勝ち進んだ。ここでは前年度優勝者のウィリアム・ラーンドに 1-6, 2-6, 7-5, 6-1, 1-6 で敗れ、2度目の優勝はならなかった。この年、彼は4年ぶり2度目のデビスカップに出場し、決勝のイギリス戦でシングルス2試合に勝利を収めた。1912年、クローシャーは混合ダブルスでエレオノラ・シアーズと組んで決勝に勝ち進んだが、リチャード・ウィリアムズとメアリー・ブラウンの組に 4-6, 6-2, 9-11 で敗れた。結局、彼は1906年男子シングルス以外の全米選手権タイトルを獲得できなかった。1912年は、全米選手権男子シングルスの競技方式が改定された年でもある。これまで実施されてきた「チャレンジ・ラウンド」と「オールカマーズ・ファイナル」が廃止されて、すべての選手が1回戦からトーナメントを戦う現行の方式に改められた。
クローシャーは1896年から1916年までの間に、通算18度全米選手権に出場し、1901年から1914年までの間に「全米テニスランキング」で11度トップ10位以内をマークした。彼は1916年の4回戦敗退を最後に、35歳で現役を退いた。最後の出場となった1916年全米選手権は、日本テニス界が最初の4大大会出場者を送り出した歴史的な大会である。熊谷一弥と三神八四郎の2人が、全米選手権に出場した最初の日本人挑戦者になり、クローシャーが1回戦で三神を 6-2, 6-2, 6-1 のストレートで圧倒した。
ウィリアム・クローシャーは自分の息子にも同じ名前をつけて「ウィリアム・クローシャー2世」と命名し、この親子は1935年と1936年に「全米父子ダブルス選手権」（U.S. Father and Son doubles）で2連覇した。1954年に国際テニス殿堂が設立され、クローシャーは1956年に第2回の殿堂入りを果たす。19世紀から20世紀への転換期をまたぎ、20年余りの長いテニス経歴を築いたウィリアム・ジャクソン・クローシャーは、81歳の誕生日を迎える3週間前の1962年9月4日に故郷のフィラデルフィアで亡くなった。

## 全米選手権の成績
- 男子シングルス：1勝（1906年）　［準優勝2度：1904年・1909年］　（混合ダブルス準優勝1度：1912年）